# Epiperiostale Präparation

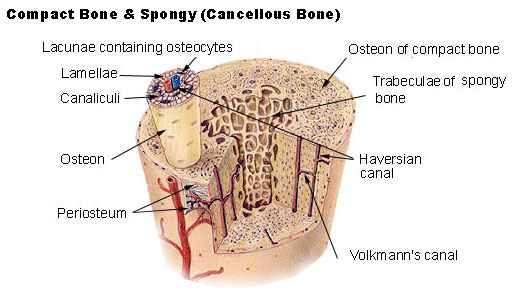
Aufbau des Knochens

Unter einer epiperiostalen Präparation versteht man in der Medizin, Zahnmedizin und Tiermedizin ein knochennahes operatives Vorgehen, bei dem bei der Freilegung des Operationsgebietes die Knochenhaut (Periost) nicht vom Knochen abgelöst wird.

## Grundlagen
Knochen ist von Periost und Weichgewebe umgeben. Kommt es zu einer Defektdeckung, kann epiperiostal vorgegangen werden, also das Periost auf dem Knochen belassen und nur die Weichgewebe mobilisiert werden oder subperiostal, beispielsweise ein Mukoperiostlappen, präpariert werden. Von den Gefäßen des Periosts treten Äste in die Volkmann-Kanäle (Canales perforantes), größere durch die makroskopisch wahrnehmbaren Foramina nutricia in den Knochen ein und bilden im Mark, in den Osteonen und der Spongiosa ein reiches Gefäßnetzwerk, so dass das Periost wesentlich zur Ernährung und Erhaltung des Knochens beiträgt.
Juvenile Säugetiere und damit auch der Mensch haben ein dickes Periost mit reichen kapillären Gefäßnetzen, die den kompletten Knochen, abgesehen von den Gelenkflächen, versorgen. Im Laufe des Reifungsprozesses kommt es zur Atrophie dieser Gefäße, wodurch dann nur noch das äußere Drittel des Knochens vom Periost aus versorgt wird. Daraus folgt, dass mindestens 33 % der Blutversorgung des Knochens beim Erwachsenen vom Periost ausgeht.
Die epiperiostale Präparation wird im Hinblick auf den Erhalt der Blutversorgung des Knochens eingesetzt, unter der Vorstellung, dass sie gerade bei vorgeschädigtem Knochen (IORN) indiziert sei.
Weitere Untersuchungen konnten zeigen, dass eine Trennung zwischen dem Periost und dem umliegenden Weichteilgewebe, also bei einer Verminderung der Vaskularisierung des Periosts, die Heilung eines Knochendefekts verzögert ist. Folglich ist die versorgende Funktion des Knochens durch das Periost abhängig von der Blutversorgung des Periosts selbst durch die supraperiostale Vaskularisierung.

## Epiperiostale Präparation in der Zahnmedizin
Andere Untersuchungen zeigten, dass durch die epiperiostale Präparation der Alveolarknochen nicht entblößt und eine Resorption von Alveolarknochen vermieden wird. Bei subperiostaler Präparation eines Mukoperiostlappens für eine Defektdeckung würde folglich temporär ein Segment periostfreien Knochens und damit Resorptionsprozesse vorliegen.
Einige Studien zeigten den Einfluss der epiperiostalen Präparation zur Defektdeckung auf das Mittelgesichtswachstum, indem sie Mittelgesichthyperplasien verursachen. Grund für die Entwicklung solcher Hyperplasten seien Mikrozirkulationsstörungen. In Kaninchenversuchen konnte nach Anlegung von anterioren Gaumendefekten gezeigt werden, dass die periostale Durchblutung nach epiperiostalen im Vergleich zu subperiostalen Präparationen signifikant schlechter war. Beide Techniken zeigten zwar eine deutliche Reduktion der kapillären Durchblutung, aber die Anzahl der durchbluteten Kapillaren pro Gewebefläche war bei epiperiostalen Präparationen signifikant niedriger.